# 第41戦闘攻撃飛行隊 (アメリカ海軍)
第41戦闘攻撃飛行隊（だい41せんとうこうげきひこうたい、英: Strike Fighter Squadron 41、略称：VFA-41）は、アメリカ海軍太平洋艦隊戦闘攻撃航空団隷下の戦闘攻撃部隊。愛称はブラックエイセス（英: Black Aces）。1950年9月1日に第41戦闘飛行隊として新編され、2001年12月1日に第41戦闘攻撃飛行隊へ改編された。1981年のシドラ湾事件においてリビア軍機2機を撃墜したことで有名である。カリフォルニア州のリムーア海軍航空基地に所在し、空母「ジョン・C・ステニス（USS John C. Stennis, CVN-74）」艦載の第9空母航空団を構成する飛行隊になっている。戦闘攻撃機としてF/A-18Fを運用する。

## 隊史

### 創設 - 1980年
第41戦闘攻撃飛行隊（以下VFA-41）は、1950年9月1日にF2H装備の第41戦闘飛行隊（VF-41）としてバージニア州のオシアナ海軍航空基地で発足した。VF-41の部隊ナンバーを持つ飛行隊としては4番目になるが、前の飛行隊から隊史、伝統を受け継がない飛行隊としての新編となった。VF-41は空母インディペンデンスに搭載され、地中海および極東に展開した。
1959年にはF3Hに機種転換し、全天候戦闘能力を獲得した。しかし、1962年2月にはF-4Bに機種転換したため、F3Hを運用したのはわずか3年であった。同年10月に発生したキューバ危機に際してはキーウェスト海軍航空基地に展開、有事の際には迅速に出撃できる態勢をとっていた。
ベトナム戦争時にはインディペンデンスに搭載されて1965年5月からトンキン湾に展開、11月まで爆撃・偵察隊護衛、対空陣地制圧などの任務に就いた。この7か月間の活動でインディペンデンスとVF-41が所属する第7空母航空団（CVW-7）は海軍部隊栄誉賞を受賞している。
1973年には第四次中東戦争後の平和維持軍の一員として中東に展開した。その後、1976年にF-14Aに機種転換し、空母ニミッツに展開、VF-84とコンビを組むこととなった。
1979年11月4日に発生したイランアメリカ大使館人質事件に際しては、翌年4月に決行された人質救出作戦（イーグルクロー作戦）に使用する航空機の輸送をニミッツが行ったため、VF-41を始めとする第8空母航空団（CVW-8）は海上で144日間過ごした。これは、第二次世界大戦後に部隊が基地へ帰還せずに活動した最長記録である。

### 1981年 - 2000年
VF-41は1981年から翌年にかけてニミッツに搭載されて地中海クルーズを行った。この航海の最中の1981年8月19日、VF-41の2機のF-14（コールサイン「FAST EAGLE102」ヘンリー・クリーマン中佐、デイブ・ベンレット大尉搭乗 「FAST EAGLE107」ローレンス・マクジンスキー大尉、ジェームス・アンダーソン中尉搭乗）がシドラ湾上空でリビア空軍のSu-22 2機と交戦、全機を撃墜した。（シドラ湾事件）この戦闘がF-14の最初の戦闘であり、F-14による最初の敵機撃墜であった。また、このクルーズ中に搭載機のEA-6Bプラウラーが飛行甲板上に墜落、炎上する事故が発生した。この事故でVF-41は3機のF-14と3人の乗員を失った。

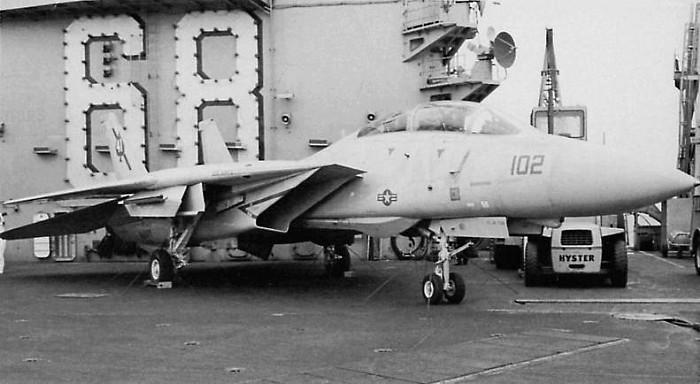
FAST EAGLE102

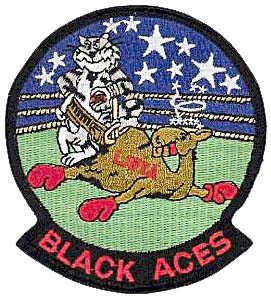
リビア機撃墜記念パッチ

1982年にはレバノン沖に展開し、国際連合レバノン暫定駐留軍の支援を行った。1985年に発生したトランス・ワールド航空847便テロ事件の際には、レバノン沖に展開、待機した。1987年10月には母艦をニミッツからセオドア・ルーズベルトに変更しExercise Teamwork88に参加、ノルウェー空軍と演習を行った。
1991年に発生した湾岸戦争時にはいち早くペルシャ湾に展開、作戦行動を行った。VF-41は2月28日の停戦までに約1,500時間の作戦行動を行い、出撃率100%という驚異的な数字を残している。停戦後も6月26日にオシアナ海軍航空基地に帰還するまでVF-41はペルシャ湾と紅海に残り、上空からクルド人難民の保護を行った。また、同年後半には11年、計46,500時間の無事故飛行を達成している。
1995年にVF-84が解隊されると、TARPS任務を引き継いだ。この時、本来ならば非TARPS飛行隊であるVF-41が解隊されるはずだったが、当時の大西洋艦隊航空団司令がVF-41出身であったため、解隊を免れた。同年のデリバリット・フォース作戦では初めてレーザー誘導爆弾を投下し、約600時間、530回の作戦行動を行い、無誘導爆弾を含め、約180,000kgの爆弾を投下した。その後はアライド・フォース作戦、サザン・ウォッチ作戦、不朽の自由作戦に参加し戦闘を行っている。
1999年、VF-41は対地・対艦攻撃部門での最優秀飛行隊に贈られるRADM Clarence Wade McClusky Awardを受賞した。これは戦闘飛行隊としては唯一の受賞例である。

### 2001年 - 現在
2001年12月1日にVF-41はF-14からF/A-18Fに機種変更、隊名もVFA-41となった。2002年10月18日にはカリフォルニア沖で2機のF/A-18が空中衝突し、乗員4人が死亡した。イラク戦争時にはイラク軍の航空部隊がほぼ活動しなかったため、レーザー誘導爆弾、JDAM、AGM-65 マーベリックを装備して対地攻撃に従事した。

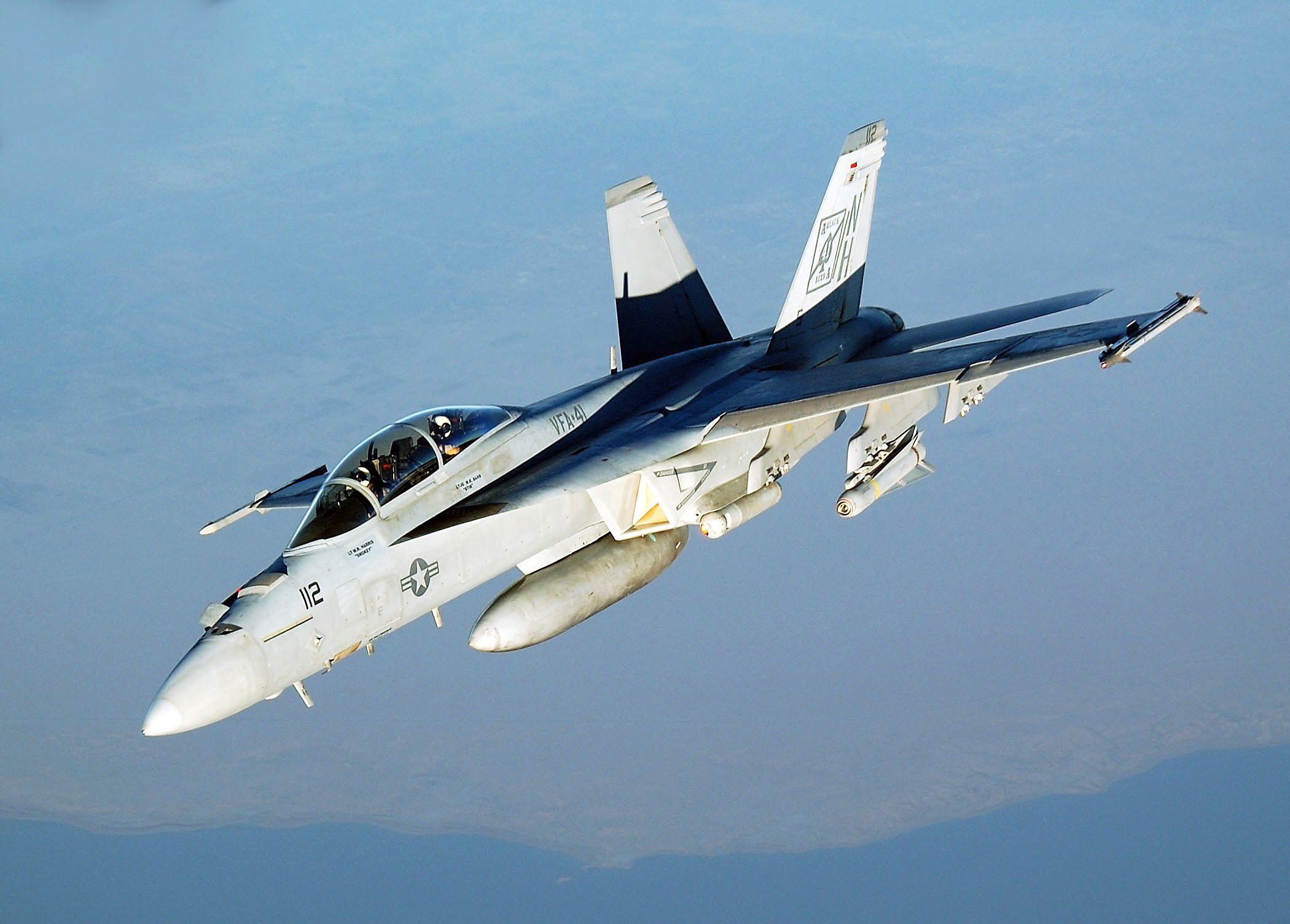
VFA-41のF/A-18F

現在は空母エイブラハム・リンカーンの艦載機として活動している。
2022年公開の映画『トップガン マーヴェリック』に登場する女性戦闘機パイロット「フェニックス」の所属が第41戦闘攻撃飛行隊とされる。